# Le Château des destins croisés

Le Château des destins croisés  (Il castello dei destini incrociati) est un roman bref fantastique écrit par Italo Calvino, paru en 1969. Les fils narratifs qui composent le livre sont basés sur des interprétations des cartes de tarot .
Le roman est republié séparément en 1973 dans une édition qui contient également le roman suivant, La Taverne des destins croisés, publié sous le même titre que la première œuvre,.
Italo Calvino rédige dans les deux sections une série d'histoires entrelacées utilisant les cartes de tarot, pour la richesse narrative de ses images et convertit les jeux de cartes en une sorte de « machine narrative combinatoire », qui permet des interprétations illimitées dérivées de leurs possibilités de combinaison.
Dans les deux sections, un groupe de personnes qui ont perdu la parole à cause de leurs expériences, trouve refuge respectivement dans un château et une taverne et  raconte son histoire à ses pairs à l'aide d'un jeu de tarot. Dans le Château des destins croisés, Calvino utilise les cartes du tarot Visconti-Sforza, dont les images, avec le raffinement de la Renaissance, génèrent une série d'histoires raffinées qui gravitent autour du poème épique Roland furieux (Orlando furioso) de l’Arioste (Ludovico Ariosto). Les personnages du château sont « de belle apparence et habillés avec une élégance pimpante »; en revanche dans La Taverne des destins croisés où sont représentés des gens ordinaires, Calvino utilise le plus populaire et rustre tarot de Marseille dont les figures sont représentées en noir et blanc.

## Éditions
- Italo Calvino, Tarocchi. Il mazzo visconteo di Bergamo e New York, 1 ed., Franco Maria Ricci, 1969.
- Italo Calvino, Il castello dei destini incrociati, Einaudi, 1973, pages 128, cap. 16,  (ISBN 88-06-37895-3).
- Italo Calvino, Il castello dei destini incrociati, Mondadori, 1994, pages 128, cap. 16,  (ISBN 978-88-04-39027-5)[4].